# Picior de Viena
Piciorul de Viena sau piciorul de Beci era cunoscut în Transilvania adesea sub numele de „urmă” și „șuc”, cel din urmă preluat din denumirea oficială germană „schuh”. Un „picior de Beci” măsura 31,6 cm și se împărțea în 12 „degete”. Piciorul era submultiplul stânjenului, compus din 6 picioare.